# 프랑스의 대독 선전포고 (1939년)

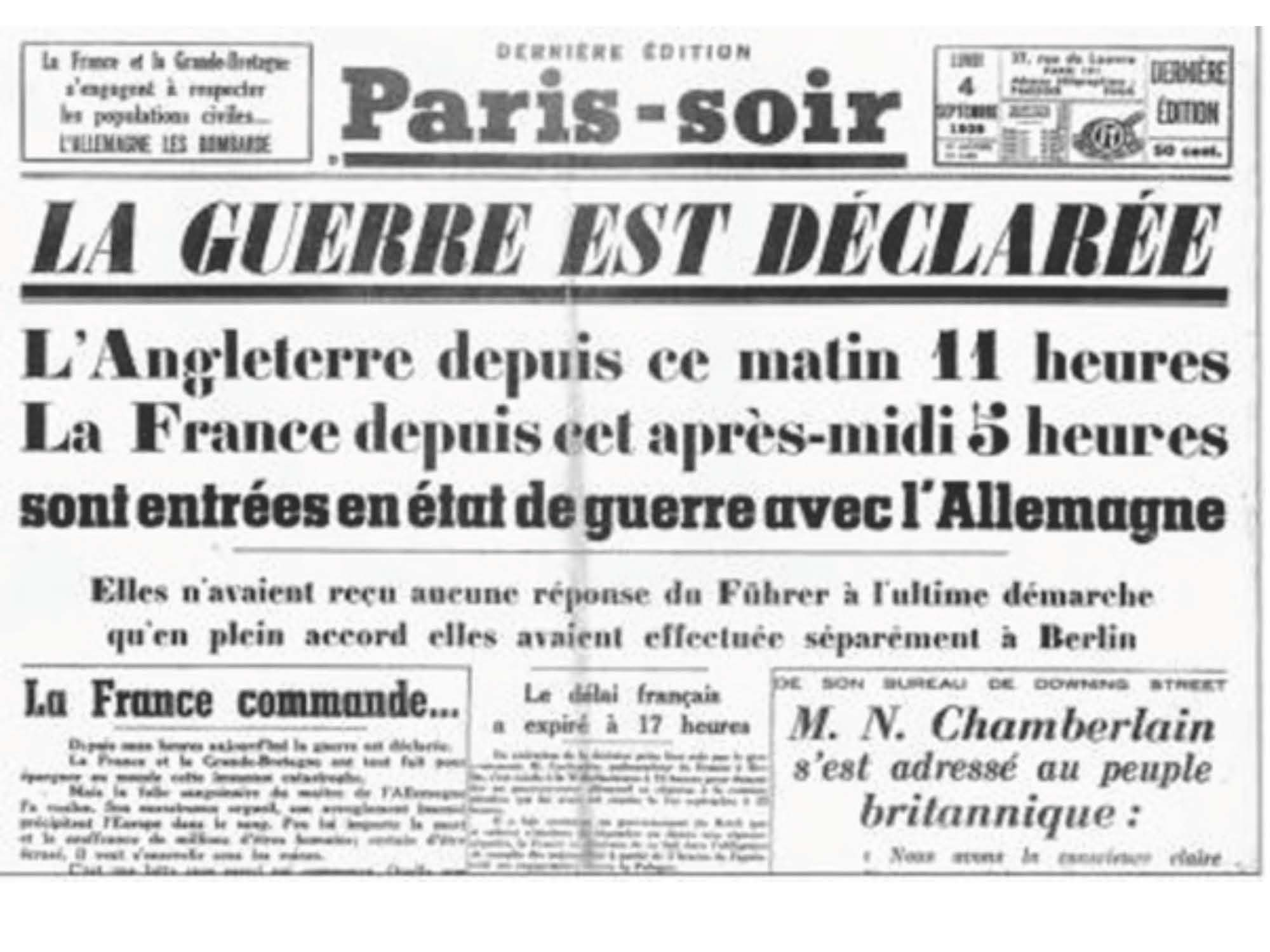
프랑스의 신문 《파리수아》1939년 9월 3일자 1면. 프랑스가 독일에게 선전포고했음을 알리는 기사이다.

프랑스의 대독 선전포고는 1939년 9월 3일, 독일의 폴란드 침공 이틀 후 프랑스 제3공화국의 나치 독일에 대한 선전포고이다. 1939년 9월 2일 프랑스는 프랑스-폴란드 동맹 조약에 따라 독일에 9월 3일 17시까지 침공을 중단하라는 최후통첩을 보냈으며 독일이 무응답하자 선전포고했다. 이는 영국의 대독 선전포고가 있은 후 불과 수 시간 뒤에 일어났다.

## 선전포고문
프랑스의 신사 숙녀 여러분,
9월 1일 새벽부터 폴란드는 가장 잔인하고 이기적인 공격의 희생양이 되었습니다. 폴란드의 국경이 침략당했습니다. 도시들은 폭격을 당하고 있습니다. 폴란드군은 침략자에 맞서 영웅적으로 저항하고 있습니다.
지금 흘려지고 있는 피는 전부 히틀러 정권의 책임입니다. 평화의 운명은 아돌프 히틀러에 달려 있습니다. 히틀러는 전쟁을 선택했습니다. 프랑스와 잉글랜드는 평화를 지키기 위해 무수히 노력했습니다. 오늘 아침 베를린에 긴급 개입하여 독일 정부에 이성을 호소해 적대 행위를 중단하고 평화 협상을 시작하자고 마지막으로 호소했습니다.
독일은 우리 만남을 거부했습니다. 최근까지 세계 평화를 위해 선의로 목소리를 높였던 모든 사람들에 대해 답을 거부했습니다. 결론적으로 독일은 유럽을 재빨리 지배하고 폴란드를 파괴해 결국 프랑스를 노예로 만들길 원합니다.
우리는 가장 무서운 폭정에 맞서 우리 말을 지키고, 우리의 땅, 우리의 가정, 우리의 자유를 지키기 위해 싸웁니다. 저는 마지막 순간까지 전쟁에 맞서 끊임없이 싸워왔음을 의식합니다.
저는 이제 우리들이 수행했던 신성한 임무를 수행하러 가는 젊은 장병들에게 감동과 애정을 담아 인사드립니다. 이들은 전에 프랑스를 승리로 이끈 분들에 버금가는 신뢰가는 지휘관이 있습니다.
프랑스의 대의가 정의의 대의입니다. 평화롭고 자유로운 모든 국가들의 대의입니다. 우리는 승리할 것입니다.
프랑스의 신사 숙녀 여러분!
전쟁이 우리에게 닥쳤기 때문에 전쟁을 우리가 치르고 있습니다. 우리 모두 인간의 존엄성을 존중하는 자유의 땅이자 마지막으로 피난처를 찾는 이들의 땅인 프랑스 영토 위에 서 있습니다. 여러분 모두가 조국의 구원을 위해 깊은 유대감과 형제애를 가지고 협력할 것입니다.

프랑스 만세!— 에두아르 달라디에, 프랑스의 총리, 대국민 연설, 

### 원문
Françaises et Français !, Depuis le 1er septembre au lever du jour, la Pologne est victime de la plus brutale et de la plus cynique des agressions. Ses frontières ont été violées. Ses villes sont bombardées. Son armée résiste héroïquement à l’envahisseur. La responsabilité du sang répandu entièrement sur le gouvernement hitlérien. Le sort de la paix était dans les mains de Hitler. Il a voulu la guerre ; La France et l’Angleterre ont multiplié leurs efforts pour sauver la paix. Elles ont fait ce matin encore une pressante intervention à Berlin pour adresser au gouvernement allemand un dernier appel à la raison et lui demander l’arrêt des hostilités et l’ouverture de négociations pacifiques. L’Allemagne nous a opposé un refus. Elle avait déjà refusé de répondre à tous les hommes de cœur dont la voix était élevée ces temps derniers en faveur de la paix dans le monde.
Elle veut donc la destruction de la Pologne afin de pouvoir assurer avec rapidité sa domination sur l’Europe et asservir la France. En nous dressant contre la plus effroyable des tyrannies, en faisant honneur à notre parole, nous luttons pour défendre notre terre, nos foyers, nos libertés. J’ai conscience d’avoir travaillé sans trêve ni répit contre la guerre jusqu’à la dernière minute. Je salue avec émotion et tendresse nos jeunes soldats, qui vont accomplir maintenant le devoir sacré que nous avons nous-même accompli. Ils peuvent avoir confiance dans leurs chefs, dignes de ceux qui ont déjà mené la France à la victoire.
La cause de la France se confond avec celle de la Justice. Elle est celle de toutes les nations pacifiques et libres. Elle sera victorieuse.
Français, Françaises ! Nous faisons la guerre parce qu’elle nous est imposée. Chacun de nous est à son poste sur le sol de France, sur cette terre de liberté ou le respect de la dignité humaine trouve un de ses derniers refuges. Vous associerez tous vos efforts, dans un profond sentiment d’union et de fraternité, pour le salut de la Patrie. Vive la France

## 같이 보기
- 영국의 대독 선전포고 (1939년)
- 제2차 세계 대전 기간 선전포고
- 제2차 세계 대전의 외교사